# Felix Oberwaditzer
Felix Oberwaditzer (Hörbranz, 14 de marzo de 2006) es un futbolista austriaco, nacionalizado liechtensteiniano, que juega en la demarcación de defensa para el SC Rheindorf Altach.

## Selección nacional
Tras jugar con las categorías inferiores de la selección, finalmente el 3 de junio de 2024 hizo su debut con la selección de Liechtenstein en un partido amistoso contra Albania que finalizó con un resultado de 3-0 a favor del combinado albano tras los goles de Armando Broja, Jasir Asani y Ernest Muçi.

## Clubes
| Club                | País    | Año   | Partidos | Goles |
| ------------------- | ------- | ----- | -------- | ----- |
| AKA Vorarlberg      | Austria | 2024  |          |       |
| SC Rheindorf Altach | Austria | 2024- |          |       |